# Nomenclatura trinomiale
La nomenclatura trinomiale è un sistema tassonomico utilizzato in biologia per la classificazione scientifica delle forme di vita. Viene applicato quando una specie risulta suddivisa in più sottogruppi, i quali, quindi, necessitano di essere distinti e identificati mediante un'estensione del sistema di nomenclatura binomiale, consistente nell'aggiunta di un terzo epiteto.
La gerarchia dei taxa inferiori al livello specifico è la seguente:
- sottospecie (ssp./subsp.)
- varietà (var./v.)
- sottovarietà (subvar.)
- Forma (forma/f.)
- Gruppo o serie
- cultivar

Non necessariamente tutte le categorie sopra elencate devono essere applicate a una particolare specie.
In molti casi, i raggruppamenti sottospecifici rispecchiano la regionalità di una popolazione la quale, con l'isolamento geografico (e quindi riproduttivo), spinta da diverse pressioni ecologiche, tende a evolvere degli adattamenti comportamentali e morfologici propri, andando così incontro a un processo di speciazione.

## Regole per una corretta nomenclatura

### Animali
La più semplice forma di nomenclatura trinomiale si ha in zoologia, dove vengono elencate solo le sottospecie. In questo caso, si aggiunge il nome sottospecifico a quello della specie, usando i caratteri in corsivo. Se il nome del genere e della specie sono stati precedentemente menzionati, questi si possono spesso abbreviare con le lettere iniziali. Ad esempio si può scrivere:
"Il Phalacrocorax carbo (cormorano comune) ha una distinta sottospecie in Australasia, il P. c. novaehollandiae". 

### Piante
Se vengono usati dei taxa inferiori al livello di sottospecie, come spesso accade per le piante, deve essere aggiunta un'abbreviazione di identificazione. Ciò viene anche consigliato per indicare una sottospecie in quei gruppi dove è comune la presenza di simili livelli di suddivisione inferiore.

Le piante coltivate possono essere suddivise ulteriormente in gruppi o serie.
Quando vengono trattati dei generi dove vi è un gran numero di cultivar, o dove una meglio conosciuta cultivar acquista variabilità attraverso un processo selettivo o ne dà luogo a una nuova mediante coltivazione, per identificarle viene utilizzato un nome che indichi il gruppo di cultivar. Tale nome include sempre la parola Gruppo e, quando viene usato in congiunzione con il nome della cultivar, viene racchiuso da parentesi tonde. Il nome del gruppo è scritto in maiuscolo, ma non in corsivo, o posto tra singole virgolette. 
Le serie si riferiscono a selezioni di un numero di cultivar simili, differenti generalmente per il colore. Con le coltivazioni, in particolare dei fiori di ibridazione F1 (F1 hybrid), le serie hanno acquisito un'incredibile popolarità. Le serie sono simili ai gruppi poiché contengono un numero di cultivar simili, ma differiscono per il fatto che queste vengono create specificatamente per usi commerciali, aggiungendo cultivar per creare delle ricercate variazioni di colori. L'identificazione delle singole cultivar spesso non vengono rivelate, e le singole varietà di colore possono essere rimpiazzate ogni anno da cultivar leggermente differenti. Il nome della serie deve essere scritto in maiuscolo, ma non in corsivo, o posto tra singole virgolette, includendo la parola Serie. Se usato in congiunzione con il nome di una cultivar, il nome della serie viene racchiuso tra parentesi tonde.

### Autore e pubblicazione
Da un punto di vista scientifico, un nome risulta incompleto quando è privo del nome dell'autore che lo ha coniato e dei dettagli sulla sua pubblicazione. Bisogna quindi specificare chi ha pubblicato il nome, in quale pubblicazione e quando è stato pubblicato.

## Esempi
- Phalacrocorax carbo novaehollandiae Stephens, 1826.

Per gli animali non viene inclusa alcun'abbreviazione, novaehollandiae viene considerata una sottospecie descritta da Stephens nel 1826.
- Pinus nigra J. F. Arnold subsp. salzmannii (Dunal) Franco.

Per le piante è importante specificare che salzmannii è una sottospecie, chiarendo inoltre che J. F. Arnold è stato il primo autore a descrivere la specie Pinus nigra, Dunal l'autore che descrisse la specie Pinus salzmanii e Franco l'autore che concluse che il Pinus salzmanii si trattava essere non una specie distinta ma una sottospecie di Pinus nigra.
- Pinus nigra J. F. Arnold var. pallasiana (Lambert) Asch. & Graebn.

Se non viene indicato il nome della sottospecie, si può assumere che si tratti della sottospecie tipica, in questo caso Pinus nigra subsp. nigra; pallasiana è una varietà inizialmente descritta da Lambert come specie (Pinus pallasiana) e successivamente ridotta a varietà di Pinus nigra subsp. nigra dagli ultimi autori elencati.
- Pinus nigra J. F. Arnold subsp. salzmannii var. corsicana (Loudon) Hylander.

Il pino corso, una varietà del pino nero.
- Adenia aculeata subsp. inermis de Wilde.

Viene specificato che inermis è una sottospecie identificata da de Wilde il quale è anche l'autore del nome della specie.
- Acanthocalycium klimpelianum var. macranthum (Rausch) J.G.Lamb.

Non è richiesto nessun nome per la sottospecie; macranthum è una varietà inizialmente descritta da Rausch come una Lobivia e successivamente inserita nel genere Acanthocalycium da J.G. Lambert.
- Astrophytum myriostigma subvar. glabrum Backeb.

glabrum è il nome della sottovarietà identificata da Backeb.
- Acanthocalycium spiniflorum forma klimpelianum (Weidlich & Werderm.) Donald.

klimpelianum è il nome della forma.
- Alstroemeria L. (Princess Series) 'Princess Oxana'.

Il nome della serie tra parentesi; il nome della cultivar tra singole virgolette.
- Impatiens wallerana Hook f. Tempo Series F1.

Il nome della serie senza parentesi per mancanza del nome della cultivar.